# Physcaeneura jacksoni
Physcaeneura jacksoni är en fjärilsart som beskrevs av Robert H. Carcasson 1961. Physcaeneura jacksoni ingår i släktet Physcaeneura och familjen praktfjärilar. Inga underarter finns listade i Catalogue of Life.